# Świdry (Giżycko)
Świdry (deutsch Schwiddern) ist ein Ort in der polnischen Woiwodschaft Ermland-Masuren und gehört zur Gmina Giżycko (Landgemeinde Lötzen) im Powiat Giżycki (Kreis Lötzen).

## Geographische Lage
Świdry liegt im nördlichen Osten der Woiwodschaft Ermland-Masuren, sechs Kilometer nördlich der Kreisstadt Giżycko (Lötzen).

## Geschichte
Das früher Schwiddern genannte Dorf wurde im Jahre 1554 gegründet. Zwischen 1874 und 1945 war es in den Amtsbezirk Pierkunowen (polnisch Pierkunowo) eingegliedert, der – 1935 in „Amtsbezirk Perkunen“ umbenannt – bis 1945 bestand und zum Kreis Lötzen im Regierungsbezirk Gumbinnen (1905 bis 1945: Regierungsbezirk Allenstein) in der preußischen Provinz Ostpreußen gehörte.
381 Einwohner waren im Jahre 1910 in Schwiddern registriert. Ihre Zahl verringerte sich bis 1933 auf 345 und belief sich 1939 noch auf 340.
Aufgrund der Bestimmungen des Versailler Vertrags stimmte die Bevölkerung im Abstimmungsgebiet Allenstein, zu dem Schwiddern gehörte, am 11. Juli 1920 über die weitere staatliche Zugehörigkeit zu Ostpreußen (und damit zu Deutschland) oder den Anschluss an Polen ab. In Schwiddern stimmten 280 Einwohner für den Verbleib bei Ostpreußen, auf Polen entfielen keine Stimmen.
In Kriegsfolge kam Schwiddern 1945 mit dem gesamten südlichen Ostpreußen zu Polen und trägt seither die polnische Namensform „Świdry“. Heute ist das Dorf Sitz eines Schulzenamtes (polnisch sołectwo) und eine Ortschaft im Verbund der Gmina Giżycko (Landgemeinde Lötzen) im Powiat Giżycki (Kreis Lötzen), vor 1998 der Woiwodschaft Suwałki, seither der Woiwodschaft Ermland-Masuren zugeordnet.

## Kirche
Bis 1945 war Schwiddern in die Evangelische Pfarrkirche Lötzen in der Kirchenprovinz Ostpreußen der Kirche der Altpreußischen Union und in die Katholische Pfarrkirche St. Bruno Lötzen im Bistum Ermland eingepfarrt. Heute gehört Świdry zur Pfarrei p.w. św. Kazimierza Królewicza in Giżycko mit der Filialkirche in Pieczonki (Pietzonken, 1930 bis 1945 Grünau) im Bistum Ełk der Römisch-katholischen Kirche in Polen bzw. zur Evangelischen Pfarrkirche in Giżycko in der Diözese Masuren der Evangelisch-Augsburgischen Kirche in Polen.

## Schule
1717 wurde in Schwiddern eine Schule gegründet. Sie wurde bis 1945 einklassig geführt.

## Verkehr
Świdry liegt an einer unbedeutenden Nebenstraße, die die Stadt Giżycko (Lötzen) mit Pieczarki (Pietzarken, 1931 bis 1945 Bergensee) und Pozezdrze (Possessern, 1938 bis 1945 Großgarten) verbindet. Eine Bahnanbindung besteht nicht.